# Grażyna Korin
Grażyna Korin, z domu Wnuk (ur. 14 lutego 1953 w Miliczu) – polska aktorka.

## Życiorys
W 1976 ukończyła studia na PWST w Warszawie. W latach 1976–1990 pracowała we Wrocławskim Teatrze Współczesnym. W latach 1990–2009 etatowo związana z Teatrem Nowym w Poznaniu, z którym współpracowała do 2012. Obecnie współpracuje z Bałtyckim Teatrem Dramatycznym im. Juliusza Słowackiego w Koszalinie. Była żoną reżysera Eugeniusza Korina.

## Filmografia
- 1976: 07 zgłoś się – Marta Kalinowska w odc. 1
- 1978: Roman i Magda
- 1979: Kung-fu
- 1979: Wolne chwile
- 1980: Party przy świecach – Minkowska
- 1980: Przed odlotem
- 1982: Popielec w odc. 4-6
- 1984: Powinowactwo – Kalina, przyjaciółka żony Krzysztofa
- 1985: Sezon na bażanty
- 1992: Mama – Nic – sąsiadka w odc. 1-2
- 1996: Poznań 56 – matka Darka
- 2004: Pierwsza miłość – egzaminatorka na egzaminie wstępnym na Wydział Literaturoznawstwa Uniwersytetu Wrocławskiego, który pomyślnie zdała Emilka Śmiałek, potem Pałkowska